# Лисенко Сергій Іванович
Сергій Іванович Лисенко (Льора Сумський, Сірий або Іванич) — впливовий український кримінальний авторитет, злодій в законі (фактично після депортації Антимоса в 2009 році і смерті Мамеда в 2011 році став найбільш значимою фігурою в злодійському русі), прихильник старих злодійських традицій, має кілька судимостей, спирається на підтримку низки московських злодіїв, курирує українські місця позбавлення волі, маючи в багатьох колоніях своїх «смотрящих», бере участь у розв'язанні спорів і конфліктів в кримінальному середовищі, в міру своїх сил стримує кавказьку експансію на Україну.

## Біографія
Сергій Лисенко народився 31 серпня 1954 року в Сумах. В 1993 році був «коронований» у злодії в законі у сумському ресторані «Вечорниці», а в травні 1998 року був засуджений на сім років за вимагання. Під час своїх відсидок неодноразово організовував акції непокори як у СІЗО, так і в колоніях Харкова та Львова. Після звільнення подовгу мешкав у Москві, поступово закріпивши за собою статус другого за впливом злодія в Україні, мав свій регіональний «общак». У червні 2006 року Лисенко був затриманий в Сумах, але незабаром звільнений. На початку 2007 року Льора Сумський намагався підім'яти під себе деякі підприємства на лівому березі Києва (невеликі фірми, торгові точки і паркування), але після «наїзду» на нього співробітників УБОЗу був змушений виїхати до Москви.
31 серпня 2008 року під час святкування дня народження Льори Сумського в ялтинському ресторані «Тифліс» було затримано 28 злодіїв в законі з Росії та України (більшість з них незабаром були відпущені, один, який перебував у міжнародному розшуку, затриманий, а Лисенка, який чинив при затриманні опір, оштрафували). 5 лютого 2009 року його знову затримали в одному з ресторанів Києва в компанії кількох кримінальних авторитетів (у них вилучили вогнепальну зброю, а Льора знову чинив опір). 11 березня 2009 року Лисенко був затриманий співробітниками ГУБОЗу України та УБОЗу Києва біля київського готелю «Україна» нібито за проведення «злодійської сходки», але незабаром був звільнений (також на зустрічі був присутній родич злодія в законі Армена Арутюняна на прізвисько Армен Канівський — Артур Арутюнян).
Після смерті могутнього злодія в законі Сергія Мамедова (Мамед), який помер у листопаді 2011 року від раку шлунка, почалася боротьба за республіканський общак, який він контролював. З одного боку на нього претендували кавказці — злодії в законі Серґо Ґлонті (Гуга), Рамаз Цикорідзе (Рамаз Кутаїський) і Бахиш Алієв (Ваха), яких підтримав найстаріший одеський «законник» Валерій Шеремет (Шарік). Їм протистояв Льора Сумський, якого підтримали російські злодії в законі Анатолій Якунін (Сенька Самарський), Юрій Пічугін (Пічуга) і Василь Христофоров (Вася Воскрес), близькі до слов'янського крила клану Діда Хасана. Після серії арештів конкурентів гору взяла група Льори Сумського.
У травні 2012 року Льора Сумський у компанії зі злодіями в законі Юрієм Пічугіним (Пічуга) і Олексієм Сальниковим (Льоха Краснодонський) був затриманий у Києві під час «сходки», на якій вони затвердили Андрія Недзельського (Нєдєля) «смотрящим» по Києву. А вже 7 червня 2012 року Лисенко був затриманий на Київському вокзалі в Москві, куди прибув для зустрічі з іншими злодіями. У сферу інтересів Лисенка і людей з його найближчого оточення входять підпільні гральні заклади, «кришування» фірм і нелегальних горілчаних цехів, торгівля наркотиками і зброєю. Має величезний вплив у Сумській області, а також в Києві, контактуючи з багатьма високопоставленими чиновниками та правоохоронцями.
Серед найближчих зв'язків Лисенка — сумський кримінальний авторитет і колишній чемпіон світу та Європи з тхеквондо В'ячеслав Тимофєєв, злодій в законі і «смотрящий» по Києву Андрій Недзельський (Нєдєля), злодії в законі Олексій Сальников (Льоха Краснодонський) і Юрій Пічугін (Пічуга).